# Théière
 (janvier 2022).
Si vous disposez d'ouvrages ou d'articles de référence ou si vous connaissez des sites web de qualité traitant du thème abordé ici, merci de compléter l'article en donnant les références utiles à sa vérifiabilité et en les liant à la section « Notes et références ».

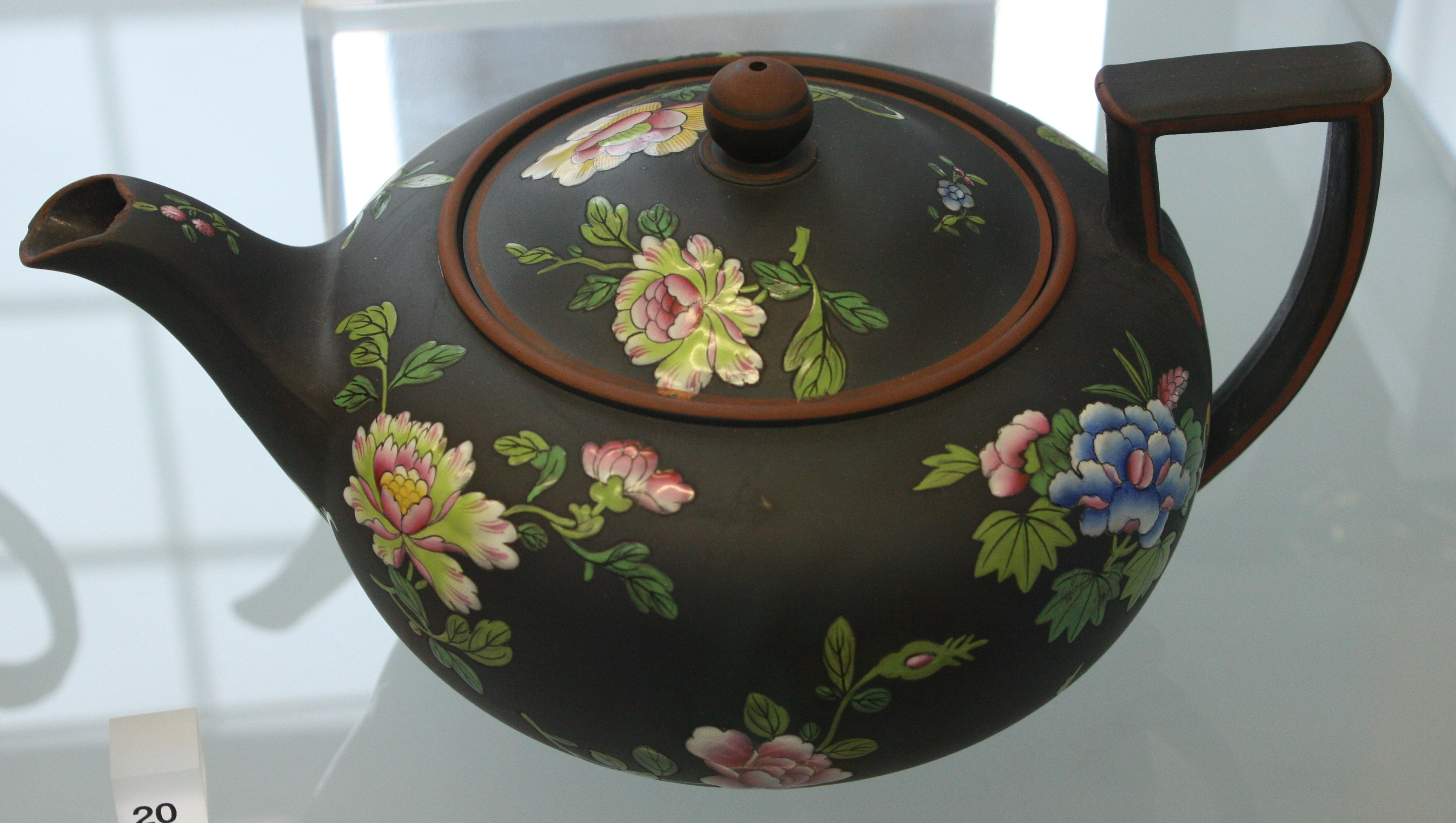
Une théière britannique Wedgwood en grès, faite vers 1820.

Une théière est un récipient à couvercle, muni d'une anse et d'un bec verseur, utilisé pour l'infusion et le service du thé. Existant dans toutes les formes et toutes les tailles, elle peut être en terre, grès, porcelaine, métaux (aluminium, acier inoxydable, fonte, cuivre, argent, or) ou verre.
Les plus solides dans le temps sont celles en grès.

## Histoire

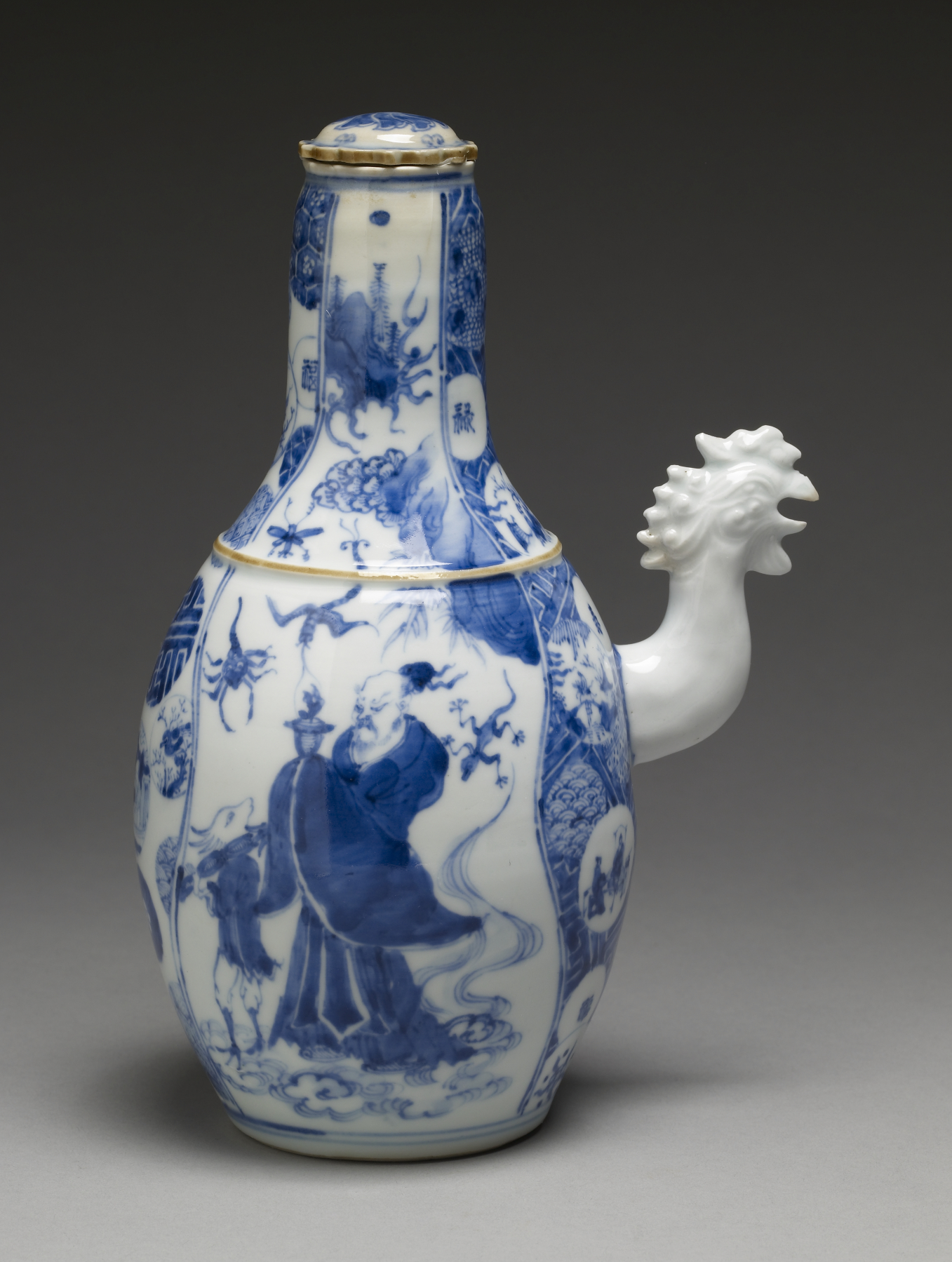
Théière en céramique Kyō, Japon, XIXe siècle.

La théière dérive probablement des bouilloires en céramique et des pots à vin en bronze ou en d'autres métaux qui furent une caractéristique de la vie culturelle chinoise pendant des milliers d'années. Le premier exemplaire de théière qui ait survécu semble être celui du Flagstaff House Museum of Teaware (en), datant de 1513 et attribué à Gongchun.
Elle apparaît pour la première fois en France en 1686 lors de la visite des ambassadeurs de Siam à la cour de Versailles attirée à cette époque par les chinoiseries.
Son modèle classique piriforme apparaît dans la première moitié du XVIIIe siècle.
Sa forme à la fois complexe et familière en a fait un sujet favori des concepteurs d'outils de conception assistée par ordinateur en trois dimensions. La théière de l'Utah créée en 1975 est un objet fondateur de cette technique.

## Types de théières
Elles existent en de nombreuses formes, matériaux et dimensions. La forme a peu d'importance sur la qualité du thé, il faut par contre choisir le matériau et les dimensions selon l'utilisation qu'on en fait. La quantité d'eau et les capacités thermiques du matériau ont une grande influence sur l'infusion.
Il y a trois parties dans la théière : le couvercle, le récipient, la lance. Le filtre pour les feuilles de thé se situe sous le couvercle, pouvant être en métal, verre, etc. Il peut aussi se situer au niveau du bec verseur côté intérieur, ce qui permet une meilleure infusion car les feuilles de thé sont directement placées dans la théière. 
Il existe de nombreux type de théières :
- Les théières en aluminium,
- Les théières en cuivre,
- Les théières en fonte,
- Les théières en argent,
- Les théières en porcelaine,
- Les théières en céramique,
- Les théières en verre,
- Les théières en acier inoxydable,
- Les théières en argile.

## Matériaux
On distingue les théières « à mémoire », en terre cuite, et celles « sans mémoire » dans les autres matériaux.

### Théières sans mémoire

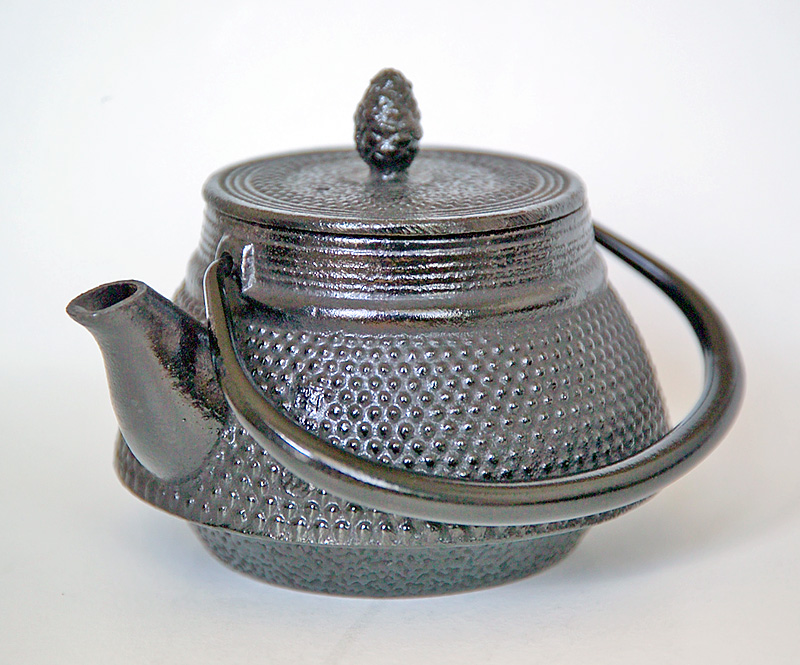
Théière ou bouilloire en fonte.

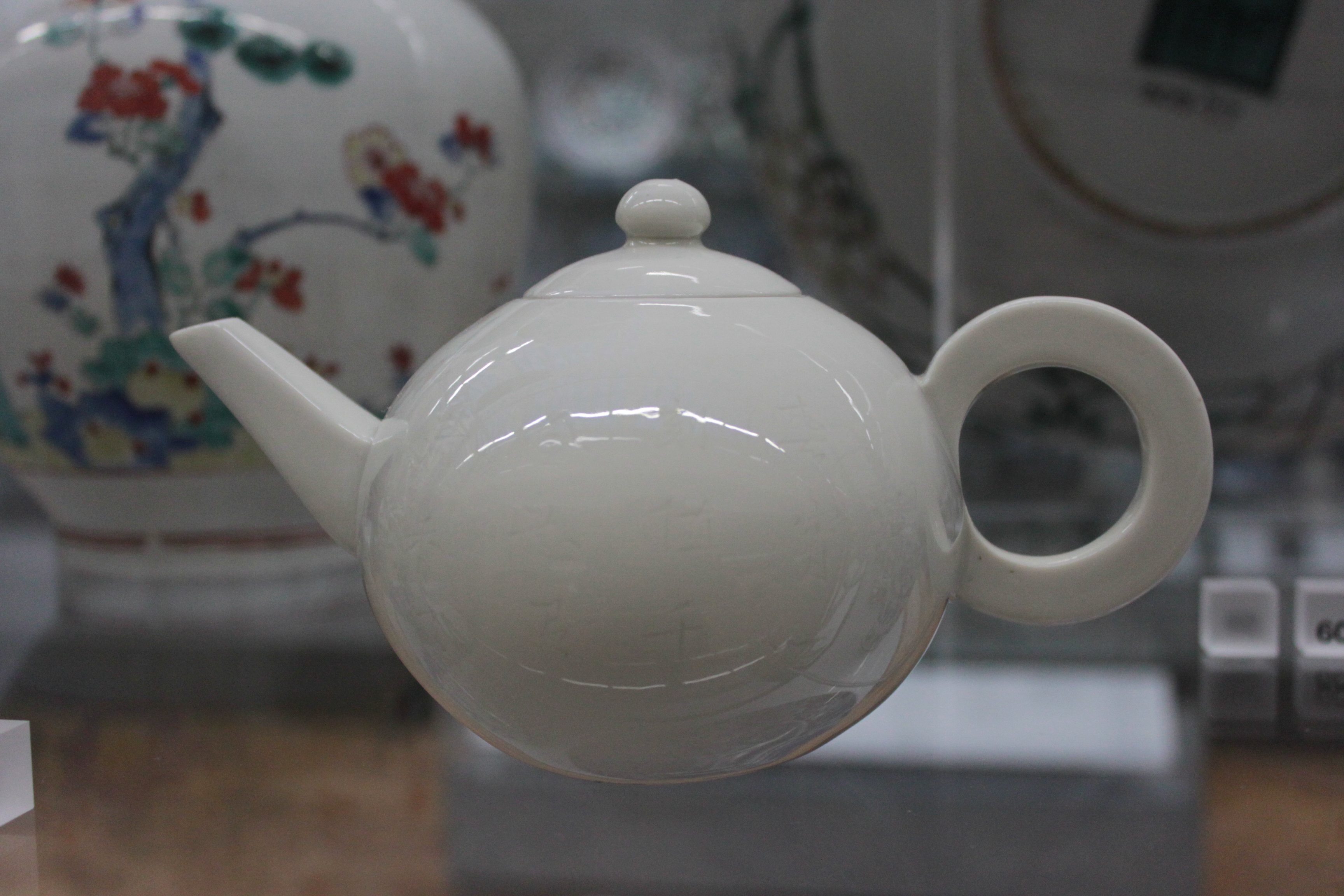
Théière en porcelaine.

La porcelaine conserve mal la chaleur, ce qui la rend plus appropriée pour les thés fragiles comme les verts, blancs et jaunes. Le verre permet de voir à travers la paroi et de suivre l'évolution de l'infusion. Il conserve mal la chaleur, comme la porcelaine.

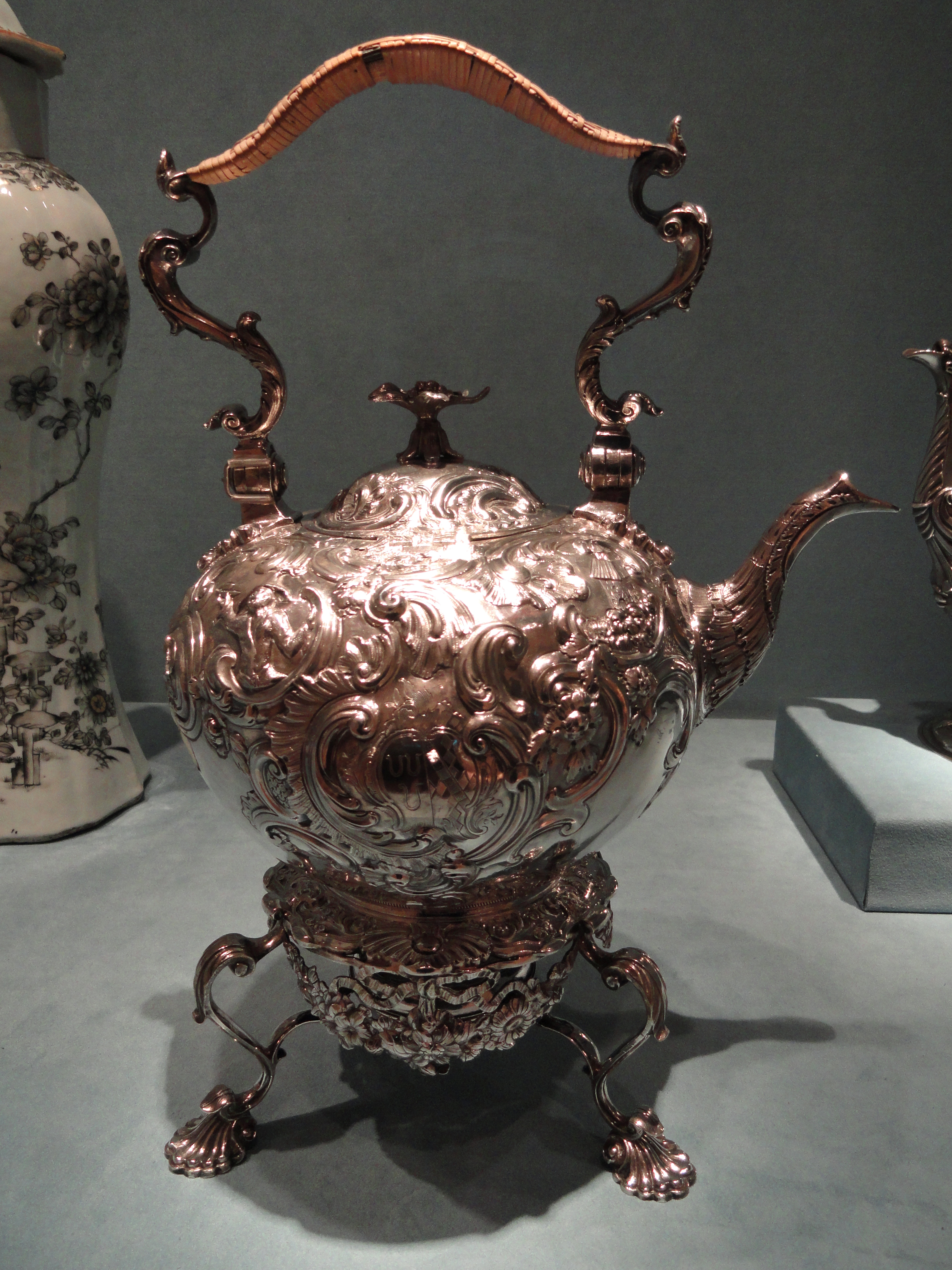
Théière en argent.

La fonte conserve la chaleur plus longtemps que les autres matériaux. Sa capacité à bien conserver la chaleur la rend plus appropriée pour infuser les thés bleus, noirs et sombres, soit les thés fortement oxydés. L'inox est déconseillé car il donne un goût métallique au thé, à l'exception du thé à la menthe marocain conçu pour inclure ce goût. L'or et l'argent sont reconnus pour les infusions, car l'eau crée des bulles très fines en chauffant. La théière en argent a une action germicide et bactéricide. Il y a aussi des théières en jade vert, jade de pruniers et autres pierres précieuses.

### Théièresà mémoire
La terre cuite, matériau à mémoire, conserve bien la chaleur tout comme la fonte. Outre le fait qu'elle se culotte par sa porosité, ce matériau permet une oxygénation améliorant ainsi l'infusion du thé.

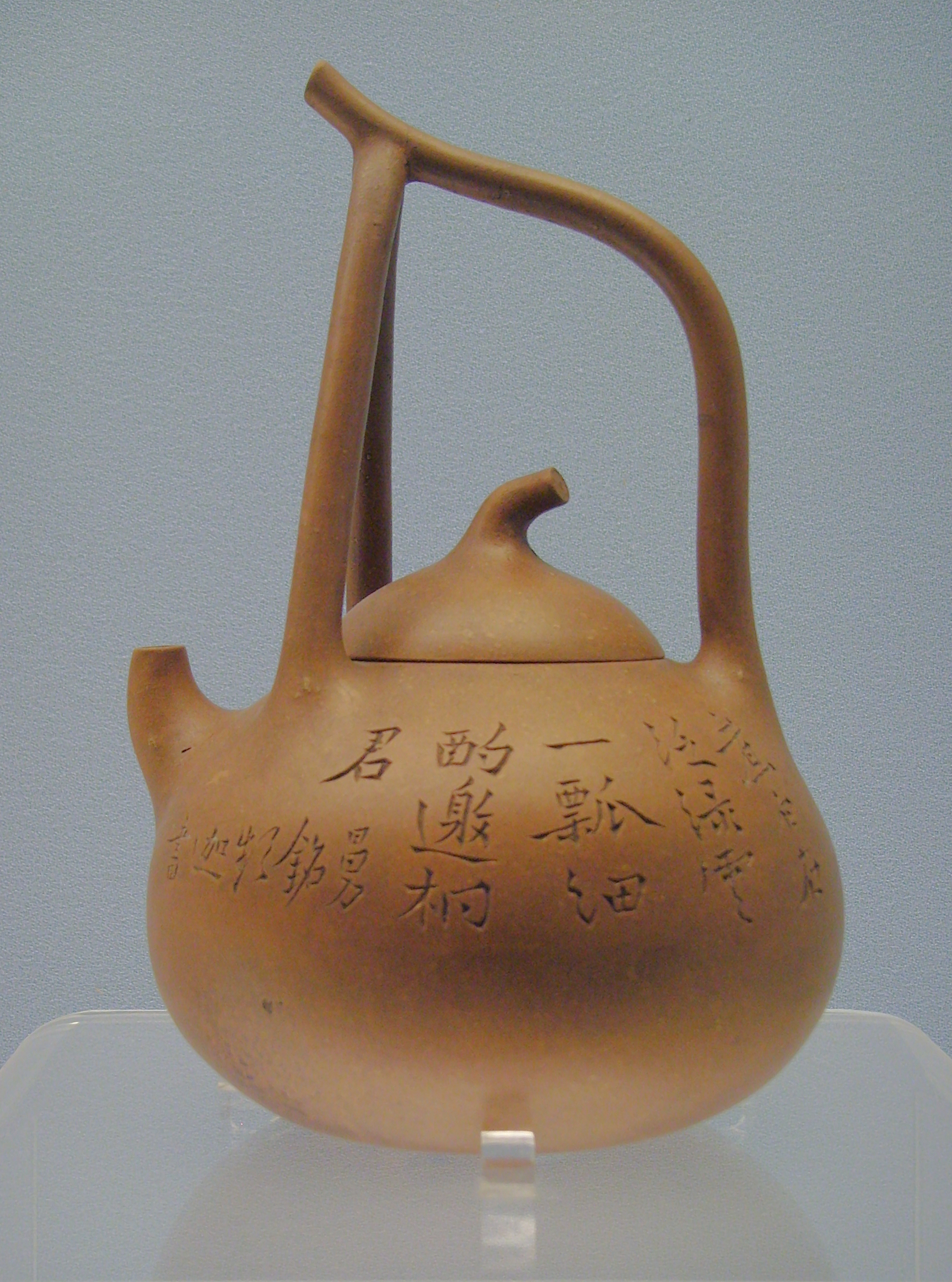
Théière en glaise Yixing (vers 1900), musée de Shanghai.

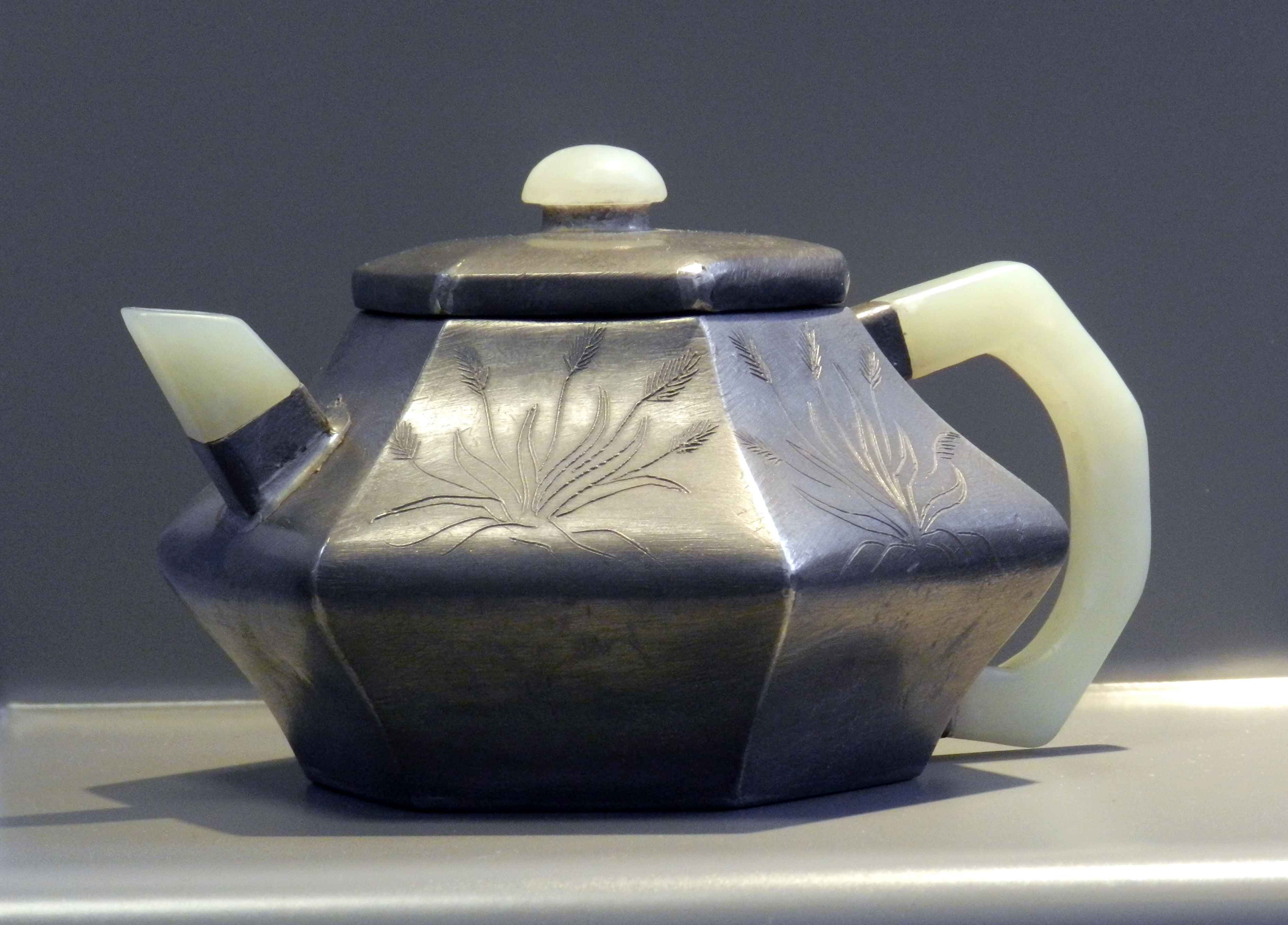
Théière en grès de Yixing recouvert d'étain à décor gravé ; jade (musée royal de Mariemont).

La paroi poreuse des théières en terre non vernies absorbe un certain nombre de particules de tanin du thé, ce qui influe sur le goût des infusions suivantes. On dit qu'elle se culotte, cela prend la forme d'un dépôt noir sur le fond de la théière. Ce dépôt va influencer le goût et lui donner de la valeur avec le temps. Les théières des grands maîtres sont des objets très convoités pour la mémoire (ou l’empreinte) qu'elles contiennent.
Leur porosité permet une oxygénation de l'eau, ce qui facilite l'infusion dans la théière.
Étant donné qu'elle s'imprègne des thés que l'on y fait, il faut utiliser le même thé avec la même théière dans l'idéal, ou utiliser une théière en terre cuite par type de thé, par exemple sept théières pour les sept types de thé (jaune, vert, sombre, noir, bleu, blanc, et fumé). Utiliser divers types de thé donnera des résultats aléatoires voire très mauvais.
Les théières en argile de Yixing en provenance de la Chine sont très prisées, parce qu'elles retiennent mieux la chaleur, permettant l'infusion à plus basse température (idéale pour les thés verts ou blancs).

### Baptême
Une théière neuve peut être soumise au processus de culottage, c'est-à-dire laissée longtemps à tremper dans une infusion adaptée.
C'est lors des premières infusions qu'une théière en terre cuite s'imprègne le plus et donne un goût terreux le plus prononcé. Il n'est donc pas recommandé de boire ces premières infusions.